# Стримба-Жіу
Стримба-Жіу (рум. Strâmba-Jiu) — село у повіті Горж в Румунії. Адміністративно підпорядковане місту Турчень.
Село розташоване на відстані 222 км на захід від Бухареста, 30 км на південь від Тиргу-Жіу, 62 км на північний захід від Крайови.

## Населення
За даними перепису населення 2002 року у селі проживали 1697 осіб, усі — румуни. Усі жителі села рідною мовою назвали румунську.